# Marc Augé
Marc Augé (Poitiers, 2 settembre 1935 – Poitiers, 24 luglio 2023) è stato un antropologo, etnologo, scrittore e filosofo francese.
È noto per aver introdotto il neologismo nonluogo, utilizzato per indicare tutti quegli spazi che hanno la prerogativa di non essere identitari, relazionali e storici.

## Biografia
Le sue numerose ricerche etnografiche in Africa, soprattutto in Costa d'Avorio e Togo, sfociarono nella pubblicazione dei suoi primi tre saggi (vedi Pubblicazioni principali). In questi lavori, per descrivere l'oggetto della sua ricerca, Augé coniò il termine idéo-logique che può essere inteso come quella logica interna alla rappresentazione che una società fa di se stessa.
Dopo la metà degli anni ottanta, diversificò i suoi campi di osservazione, effettuando numerosi soggiorni in America Latina. In particolare, osservando la realtà del mondo contemporaneo nel contesto più immediato (vale a dire Parigi e la Francia, l'Italia, la Spagna), applicò metodi innovativi di indagine, usando vedute teoriche e metodi da lui già sviluppati lavorando in Africa.
Attraverso la teorizzazione di una antropologia della Surmodernità focalizzò alcuni aspetti prioritari della società contemporanea metropolitana, quali il paradossale incremento della solitudine nonostante l'evoluzione dei mezzi di comunicazione; lo strano percorso relazionale dell'"io" e dell'"altro" immersi in un contesto europeo di fine millennio; il nonluogo, ovverosia quello spazio utilizzato per usi molteplici, anonimo e stereotipato, privo di storicità e frequentato da gruppi di persone freneticamente in transito, che non si relazionano, situazione riscontrabile negli aeroporti, negli alberghi, sulle autostrade, nei grandi magazzini; infine l'oblio e l'aberrazione della memoria.
Augé eseguì un attento lavoro di raffronto fra l'impressione che questi "nonluoghi" suscitano nella gente comune e quella prodotta da alcuni grandi scrittori della letteratura francese. Il risultato di questa analisi fu un apparente insuperabile gap fra il linguaggio e l'esperienza. Dal 2012 fu membro del comitato d'onore dell'Associazione Fare arte nel nostro tempo / Making art in our time. Fu direttore dell'École des Hautes Études en Sciences Sociales (EHESS) a Parigi e direttore fino al 1970 dell'Ufficio della ricerca scientifica e tecnica d'oltremare (ORSTOM - ora Istituto di Ricerche per lo Sviluppo, IRD).

## Pubblicazioni principali
| Anno  | Titolo originale                                               | Anno       | Titolo edizione ITA                                                               | Traduzione                          | Editore                                                                                   |
| ----- | -------------------------------------------------------------- | ---------- | --------------------------------------------------------------------------------- | ----------------------------------- | ----------------------------------------------------------------------------------------- |
| 1969  | Le Rivage alladian                                             |            |                                                                                   |                                     |                                                                                           |
| 1975  | Théorie des pouvoirs et idéologie                              |            |                                                                                   |                                     |                                                                                           |
| 1977  | Pouvoirs de vie, pouvoirs de mort                              | 2003       | Poteri di vita, poteri di morte: introduzione a un'antropologia della repressione |                                     | Milano, Raffaello Cortina Editore. ISBN 88-707-8852-0                                     |
| 1979  | Symbole, fonction, histoire                                    | 1982       | Simbolo, funzione, storia: gli interrogativi dell'antropologia,                   | Francesco Maiello e Pierre Baudry,  | Napoli, Liguori. ISBN 88-207-1114-1                                                       |
| 1982  | Génie du paganisme                                             | 1982       | Genio del Paganesimo                                                              | Ugo Fabietti,                       | Torino, Bollati Boringhieri. ISBN 88-339-1319-8; ISBN 88-339-1376-7                       |
| 1984  | Le sense du mal (con Claudine Herzlich)                        | 1986       | Il senso del male: antropologia, storia e sociologia della malattia               | Annick Wouters e Lietta Ferri       | Milano, Il saggiatore                                                                     |
| 1985  | La traversée du Luxembourg                                     | 2000       | I giardini del Lussemburgo                                                        | Francesco Lomax                     | Roma, Ei, ISBN 88-88060-03-0                                                              |
| 1986  | Un ethnologue dans le métro                                    | 2005       | Un etnologo nel metrò                                                             | Francesco Lomax                     | Milano, Elèuthera, ISBN 88-85861-53-9                                                     |
| 1990  | Paris retraversé (con Jean Mounicq)                            |            |                                                                                   |                                     |                                                                                           |
| 1992  | Domaines et châteaux                                           | 1994       | Ville e tenute: etnologia della casa di campagna                                  | Adriana Soldati                     | Milano, Elèuthera, ISBN 88-85861-50-4                                                     |
| 1992  | Non-Lieux. Introduction à une anthropologie de la surmodernité | 1996       | Nonluoghi. Introduzione a una antropologia della surmodernità                     | Dominique Rolland                   | Milano, Elèuthera, ISBN 88-85861-54-7, ISBN 88-89490-02-0                                 |
| 1994  | Le sens des autres. Actualité de l'anthropologie               | 1994       | Il senso degli altri. Attualità dell'antropologia                                 | Adriana Soldati                     | Milano, Anabasi, ISBN 88-417-7031-7, Torino Bollati Boringhieri, 2000, ISBN 88-339-1257-4 |
| 1994  | Pour une anthropologie des mondes contemporains                | 1997       | Storie del presente                                                               | Silvia Montiglio                    | Milano, Il Saggiatore, ISBN 88-428-0463-0                                                 |
| 1995  | Paris ouvert (con Jean Mounicq)                                |            |                                                                                   |                                     |                                                                                           |
| 1996  | Paris, années trente                                           |            |                                                                                   |                                     |                                                                                           |
| 1997  | La guerre des rêves                                            | 1998; 2005 | La guerra dei sogni: esercizi di etno-fiction                                     | Adriana Soldati                     | Milano, Elèuthera, ISBN 88-85861-89-X                                                     |
| 1997  | L'impossible voyage: le tourisme et ses images                 | 1999       | Disneyland e altri nonluoghi                                                      | Alfredo Salsano                     | Torino, Bollati Boringhieri, ISBN 88-339-1141-1, ISBN 978-88-339-1141-0                   |
|       |                                                                | 1997       | Dialogo di fine millennio: tra antropologia e modernità                           | con Antonio Torrenzano              | Torino, L'Harmattan, ISBN 88-86664-43-5                                                   |
| 2000  | Fictions fin de siècle                                         | 2000       | Finzioni di fine secolo. Che cosa succede                                         | con Antonio Torrenzano              | Torino, Bollati Boringhieri, ISBN 88-339-1319-8                                           |
| 2001  | Les formes de l'oubli                                          | 2000       | Le forme dell'oblio                                                               | Roberto Salvadori                   | Milano, Il Saggiatore, ISBN 88-428-0795-8                                                 |
| 2002  | Le dieu object                                                 | 2002       | Il dio oggetto                                                                    | Nicola Gasbarro                     | Roma, Meltemi, ISBN 88-8353-154-X                                                         |
| 2002  | Journal de guerre                                              | 2003       | Diario di guerra                                                                  | Matteo Schianchi                    | Torino, Bollati Boringhieri, ISBN 88-339-1411-9                                           |
| 2002  | Le temps en ruines                                             | 2003       | Rovine e macerie. Il senso del tempo                                              | Aldo Serafini                       | Torino, Bollati Boringhieri, ISBN 88-339-1516-6                                           |
| 2003  | Pour quoi vivons-nous?                                         | 2003       | Perché viviamo?                                                                   | Luisa Capelli e Antonio Perri       | Roma, Meltemi, 2003 ISBN 88-8353-288-0                                                    |
| 2004  | L'antropologie (con Jean-Paul Colleyn)                         | 2005       | L'antropologia del mondo contemporaneo                                            | Guido Lagomarsino                   | Milano, Elèuthera, ISBN 978-88-89490-11-2                                                 |
| 2005  | La mère d'Arthur: roman                                        | 2005       | La madre di Arthur                                                                | Fernanda Littardi                   | Torino, Bollati Boringhieri, ISBN 88-339-1619-7                                           |
| [2006 | Le métier d'anthropologue                                      | 2007       | Il mestiere dell'antropologo                                                      | Vera Verdiani, a cura di Marco Aime | Torino, Bollati Boringhieri, ISBN 978-88-339-1758-0                                       |
|       |                                                                | 2007       | Tra i confini: città, luoghi, integrazioni                                        |                                     | Milano, Mondadori, ISBN 978-88-6159-013-7                                                 |
| 2007  | Casablanca                                                     | 2008       | Casablanca                                                                        | Valentina Parlato                   | Torino, Bollati Boringhieri, ISBN 978-88-339-1913-3                                       |
| 2008  | Eloge de la bicyclette                                         | 2009       | Il bello della bicicletta                                                         |                                     | Torino, Bollati Boringhieri, ISBN 978-88-339-1992-8                                       |
| 2008  | Le métro revisité                                              | 2009       | Il metrò rivisitato                                                               | Laura Odello                        | Milano, Raffaello Cortina Editore, ISBN 978-88-6030-238-0                                 |
| 2008  | Ou est passé l'avenir?                                         | 2009       | Che fine ha fatto il futuro?: dai nonluoghi al nontempo                           | Guido Lagomarsino                   | Milano, Elèuthera, ISBN 978-88-89490-73-0                                                 |
| 2009  | Pour une anthropologie de la mobilité                          | 2010       | Per un'antropologia della mobilità                                                | Guendalina Carbonelli               | Milano, Jaca Book, ISBN 978-88-16-40930-9                                                 |
| 2011  | Journal d'un SDF: ethnofiction                                 | 2011       | Diario di un senza fissa dimora                                                   | Maria Gregorio                      | Milano, Raffaello Cortina Editore, ISBN 978-88-6030-425-4                                 |
| 2011  | La vie en double. Ethnologie, voyage, écriture                 | 2011       | Straniero a me stesso. Tutte le mie vite di Etnologo                              | Fabrizio Grillenzoni                | Torino, Bollati Boringhieri, ISBN 978-88-339-2229-4                                       |
|       |                                                                | 2012       | Futuro                                                                            | Chiara Tartarini                    | Torino, Bollati Boringhieri, ISBN 978-88-339-2263-8                                       |
| 2013  | L'Anthropologue et le monde global, Paris, Armand Colin,       | 2013       | L'antropologo e il mondo globale                                                  | Laura Odello                        | Milano, Raffaello Cortina Editore, ISBN 978-88-6030-677-7                                 |
| 2014  | Une ethnologie de soi : Le temps sans âge, Paris, Le Seuil,    | 2014       | Il tempo senza età: la vecchiaia non esiste                                       | Daniela Damiani                     | Milano, Raffaello Cortina Editore, ISBN 978-88-6030-693-7                                 |
| 2015  | Éloge du bistrot parisien, Parigi, Payot & Rivages,            | 2015       | Un etnologo al Bistrot                                                            | Maria Gregorio                      | Milano, Raffaello Cortina Editore, ISBN 2-228-91308-1                                     |
|       |                                                                | 2016       | Le tre parole che cambiarono il mondo                                             | Daniela Daminani                    | Milano, Raffaello Cortina Editore, ISBN 88-6030-839-9                                     |
|       |                                                                | 2017       | Un altro mondo è possibile                                                        | Chiara Perona                       | Torino, Codice Edizioni, ISBN ISBN 978-88-7578-670-0                                      |
| 2017  | Bonheur du jour                                                | 2017       | Momenti di felicità                                                               | Maria Gregorio                      | Milano, Raffaello Cortina Editore, ISBN 88-6030-967-0                                     |
|       |                                                                | 2019       | Chi è dunque l'altro?                                                             | a cura di Annalisa D'Orsi           | Milano, Raffaello Cortina Editore, ISBN 88-3285-079-6                                     |